# Kirchhain
Kirchhain är en stad i Landkreis Marburg-Biedenkopf i det tyska förbundslandet Hessen. Orten, som för första gången omnämns i ett dokument från år 1146, har cirka 17 000 invånare. De tidigare kommunerna Anzefahr, Betziesdorf, Burgholz, Himmelsberg, Kleinseelheim, Niederwald och Schönbach uppgick i Kirchhain 1 februari 1971. Langenstein, Sindersfeld och Stausebach uppgick i staden 31 december 1971 samt Emsdorf och Großseelheim 1 juli 1974.